# Václav Kolaja
Václav Kolaja (* 14. Juni 1971 in Uherské Hradiště, Tschechoslowakei) ist ein tschechischer Diplomat.
Václav Kolaja studierte von 1991 bis 1996 Geschichte an der Prager Karls-Universität. Er war unter anderem in den diplomatischen Vertretungen in London, Brüssel und Washington tätig. Zeitweise koordinierte er die Cyber-Sicherheit im Prager Außenministerium. 2016/17 war er stellvertretender Außenminister der Tschechischen Republik.
Seit 2018 ist er Botschafter der Tschechischen Republik beim Heiligen Stuhl (seit 6. September 2018), dem Souveränen Malteserorden (seit 10. Oktober 2018) und der Republik San Marino (seit 21. September 2018).
Er ist verheiratet und hat zwei Kinder. Er spricht neben Tschechisch auch Englisch, Deutsch und Russisch.